# Juan Evangelista Venegas
Juan Evangelista Venegas Trinidad (Río Piedras, Puerto Rico; 27 de diciembre de 1928 – San Juan, Puerto Rico; 16 de abril de 1987) fue un boxeador puertorriqueño que en Londres 1948 ganó la primera medalla olímpica de la historia de su país.

## Biografía

### Juventud
Juan Evangelista Venegas nació en 1928 en Río Piedras, cuando este todavía era un municipio independiente de San Juan. Creció en un barrio humilde y empezó a boxear para ganarse la vida.

### Trayectoria amateur
Como amateur, en 1948 ganó el torneo Golden Gloves (Guantes de Oro) de Nueva York en peso gallo, lo que le permitió disputar y ganar el torneo Intercity Golden Gloves contra el campeón de los Golden Gloves de Chicago. Estos éxitos le llevaron a ser uno de los nueve elegidos para integrar la primera delegación olímpica de la historia de Puerto Rico, con motivo del debut del país en los Juegos de Londres 1948.

#### Londres 1948
Venegas compitió en la categoría de peso gallo (54 kg). Tras vencer en sus tres primeros combates, accedió a las semifinales, donde fue eliminado por puntos por el húngaro Tibor Csík, a la postre medallista de oro. En el combate por el bronce Juan Venegas se impuso al español Álvaro Vicente, convirtiéndose en el primer puertorriqueño en ganar una medalla olímpica.

### Trayectoria profesional
Finalizados los Juegos Olímpicos se convirtió en profesional. Compitió como tal en 32 combates, entre peso pluma y gallo, con un balance de 20 victorias, 10 derrotas y 2 empates. Su último combate fue en 1958 contra Al Tisi.

### Muerte y homenajes
Falleció en 1987 al sufrir una caída en su domicilio que le provocó una fractura craneal. En su honor, el campeonato nacional de boxeo amateur de Puerto Rico, que organiza la Federación Puertorriqueña de Boxeo, fue bautizado con su nombre.